# Barmer
Barmer là một thành phố và khu đô thị của quận Barmer thuộc bang Rajasthan, Ấn Độ.

## Địa lý
Barmer có vị trí 25°45′B 71°23′Đ / 25,75°B 71,38°Đ Nó có độ cao trung bình là 227 mét (744 foot).

## Nhân khẩu
Theo điều tra dân số năm 2001 của Ấn Độ, Barmer có dân số 83.517 người. Phái nam chiếm 54% tổng số dân và phái nữ chiếm 46%. Barmer có tỷ lệ 66% biết đọc biết viết, cao hơn tỷ lệ trung bình toàn quốc là 59,5%: tỷ lệ cho phái nam là 78%, và tỷ lệ cho phái nữ là 53%. Tại Barmer, 15% dân số nhỏ hơn 6 tuổi.